# Pauli Janhonen
Pauli Janhonen, född 20 oktober 1914 i Jyväskylä, död 30 november 2007 i Jyväskylä, var en finländsk sportskytt.
Janhonen blev olympisk silvermedaljör i gevär vid sommarspelen 1948 i London.

## Utmärkelser
- Riddartecknet av Finlands Lejons orden[1]
- Finlands idrottskulturs förtjänstkors[1]

[Redigera Wikidata]